# Ghazi Zeaiter
Ghazi Zeaïter (en arabe : غازي زعيتر) est un homme politique libanais.
Ghazi Zeaiter est né en 1950 dans le village de Qasr, dans le caza de Hermel. Il est le fils d'un ancien membre du Parlement, Mohammed, Daas Zeaiter, et est marié à Roula Mounif Oweidat. En 1973, il obtient un diplôme en droit de l'Université arabe de Beyrouth puis pratique la profession d'avocat jusqu'en 1990, où il est nommé gouverneur de Nabatieh. Candidat infructueux pour siéger au Parlement en 1993, il remporte l'élection en 1996, et il occupe son siège jusqu'à présent.
Il est membre du Mouvement Amal dirigé par Nabih Berri.
En 1998, il est nommé ministre de la Défense au sein du gouvernement de Salim el-Hoss. Personnalité charismatique, il évoque au printemps 2000 la possibilité que l’armée syrienne accompagne l’armée libanaise au Sud-Liban après le retrait de Tsahal de la zone occupée.
Il est réélu à son poste de député en 2000 et rejoint à nouveau le gouvernement en octobre 2004, au poste de ministre des Affaires sociales au sein du cabinet d'Omar Karamé.
En 2005, il conserve son poste de député, réélu sur la liste d’alliance entre le mouvement Amal et les mouvements prosyriens dans son caza de Baalbeck-Hermel. Il est membre du Bloc de la libération et du développement.
En juillet 2008, il est nommé ministre de l'Industrie au sein du gouvernement d'union nationale issu des accords de Doha et dirigé par le Premier ministre Fouad Siniora.
En février 2014, il devient ministre des Travaux publics et des Transports au sein du gouvernement de Tammam Salam.